# Jehuda ben Ilai
Rabbi Jehuda ben Ilai (Rabbi Jehuda / oder auch Juda bar Ilai, auch: Illai, auch: Elaj [Abkürzung aus Eleazar? oder Eljoënai?], palästinische Schreibung: Judan, in der Mischna stets einfach R. Jehuda oder Rabbi Juda [mehr als 600mal] genannt; * um 110) war ein Tannait der sogenannten 3. Generation, einer der produktivsten Lehrer seiner Zeit, von dem eine sehr große Anzahl halachischer und aggadischer Aussagen überliefert sind.
Er gilt als der Hauptvertreter seiner Generation. Sanh 86a schreibt ihm die Grundlage bzw. die anonymen Aussagen des halachischen Midrasch Sifra zu. Seine Autorität war groß: Bezüglich der vielen Kontroversen mit Rabbi Meir wurde in der Praxis immer nach Jehuda entschieden. Auch Jehuda ha-Nasi, der Redaktor der Mischna, zählte zu seinen Schülern.
Jehuda ben Ilai lernte schon als kleiner Junge bei Rabbi Tarfon in Lydda. Neben seinem Vater Rabbi Ilai I. war Rabbi Akiba sein wichtigster Lehrer.
Die Ordination erhielt er heimlich während der hadrianischen Verfolgungen, gemeinsam mit vier weiteren Kollegen, von Juda ben Baba, der die verbotswidrige Einsetzung (Smicha) der fünf Rabbinen mit seinem Tod als Märtyrer bezahlen musste.
Nach Ende der Verfolgungen kam Jehuda ben Ilai mit seinen Gelehrten-Kollegen in Uscha, seiner Heimatstadt, und in Jawne zusammen. Er war von einer hinreißenden Eloquenz, durfte deshalb jeweils als erster Redner auftreten und erhielt in der Folge den teils ehrenhaften, teils doppeldeutigen Beinamen rosch hamedabberim [bekol makom] (der erste/Erste der Redner).
Ein gewisses Ansehen bei den Römern erwarb er sich dadurch, dass er deren öffentliche Bauten lobte.
Er war sehr fromm (galt als der Inbegriff des chasid), sehr arm, ernährte sich kümmerlich und liebte, von den Studien abgesehen, die (handwerkliche) Arbeit in hohem Maße, da sie dem Arbeiter Ehre mache. Nach ihm galt der Grundsatz, dass wer seinen Sohn kein Handwerk lehre, so gelte, als ob er ihn das Räuberhandwerk lehre (bKidd. 29a). Nach einigen Quellen war er Böttcher und trug, um seinen Schülern die Liebe zur Arbeit einzuflößen, jedes Mal, wenn er den Lehrsaal betrat, ein selbst gefertigtes Fass in den Raum, auf dem er während seines Lehrvortrages Platz nahm. Auch soll er nur Kleidung getragen haben, die seine Frau selbst gewebt und geschneidert hatte.
Sein Wahlspruch war: „Sei vorsichtig bei der Lehre, denn ein Versehen gilt hier als vorsätzlich begangener Frevel.“ (Aboth IV., 16).